# Chiesa di Sant'Antonio la Macchia

## Storia
La Chiesa, dedicata a Sant'Antonio la Macchia, sorge nella contrada dedicata al santo omonimo, nella città di Potenza.
Anticamente nel luogo sorgeva una chiesa di maggiori dimensioni ed un convento, costruiti nel 1530 dalla nobile famiglia Balsamo di Potenza ed il frate Tullio. La chiesa ed il convento sono da sempre nelle mani dei frati cappuccini.
Anticamente era assiduamente frequentata dai contadini che vivevano nei dintorni.
La chiesa venne riedificata e ristrutturata nello stesso luogo agli inizi del XIX secolo.

## Architettura
La piccola chiesetta sorge nel bel mezzo del parco dedicato a Sant'Antonio la Macchia, un eremo fra la fitta vegetazione. La chiesa è situata all'inizio del parco.
Dell'antica chiesa resta come testimonianza solamente un crocifisso in pietra. L'edificio ha una facciata in blocchi di pietra squadrata, con un piccolo portico antistante l'ingresso principale. 
La chiesa ha un tozzo e basso campanile quadrangolare di pietra squadrata e una bifora di gusto neogotico. 
La chiesa ha una navata unica con un arredo molto semplice. Elementi di rilievo sono un crocifisso ligneo e una statua di Sant'Antonio.

bifora neogotica

## Festività
Anticamente veniva festeggiata la festa della Madonna dell'Incoronata, che richiamava moltissimi fedeli fino alla chiesetta. Il 13 giugno è celebrata la festa di Sant'Antonio la Macchia.